# Setophaga coronata
Setophaga coronata là một loài chim trong họ Parulidae.